# マハード

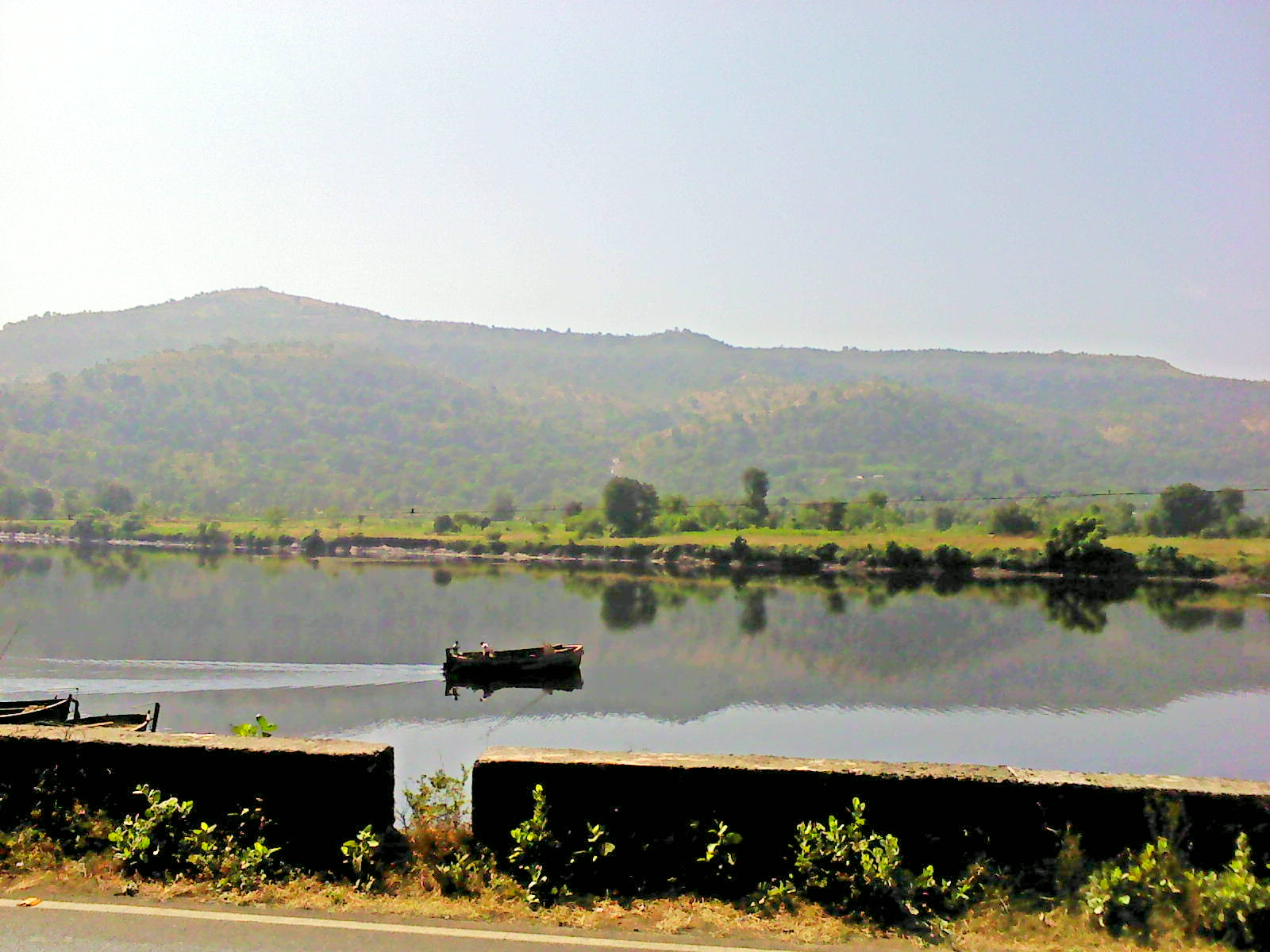
サーヴィトリー川近くのマハード

マハード（マラーティー語：महाड、英語：Mahad）は、インドのマハーラーシュトラ州、ラーイガド県の都市。

## 歴史
17世紀後半、マハードはラーイガドを拠点としたシヴァージー率いるマラーター勢力の後方支援のために位置つけられた。
20世紀前半には、不可触民解放運動に尽力したビームラーオ・アンベードカルはマハードで数年にわたる闘争を行った。